# Света Исидора
Света Исидора Тавенийска (също Исидора Тавенска или Исидора Египетска) (Isidora, † 365) е християнска монахиня и светия от Египет от 4 век. Почита се като преподобна в православната църква на 10 май (по юлианския календар), в католическата църква на 1 май.
Исидора била монахиня в женския манастир в Тавениси, Египет. Умира около 365 г.